# Kirche Namen Jesu (Wien)

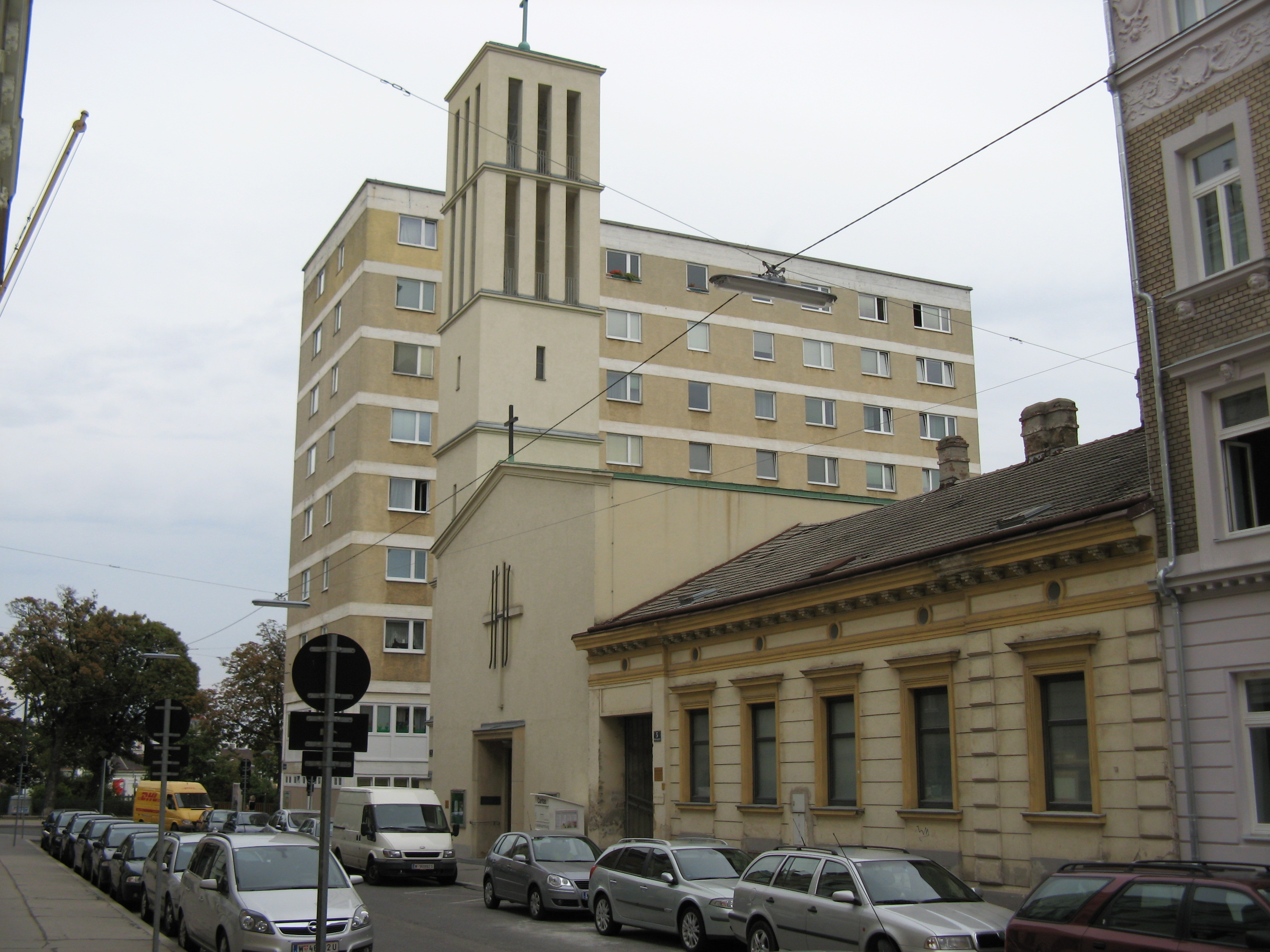
Kirche Namen Jesu und dahinter dazugehöriges Pfarr- und Wohnhaus

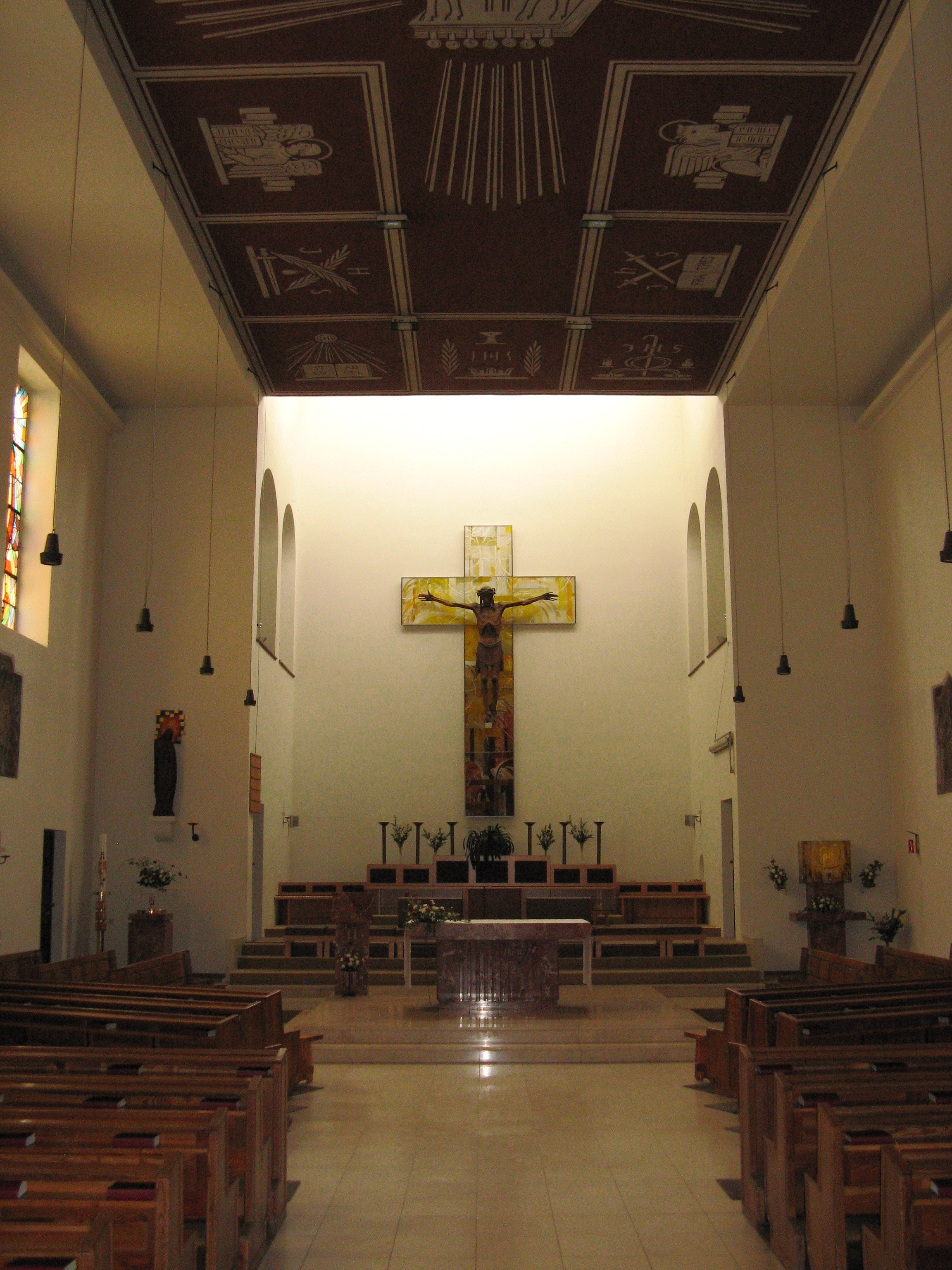
Innenraum

Die Kirche Namen Jesu ist eine römisch-katholische Pfarrkirche im 12. Wiener Gemeindebezirk Meidling. Sie wurde 1950 nach Plänen von Josef Vytiska errichtet und befindet sich in der Darnautgasse 3.

## Geschichte
Im bevölkerungsreichen Arbeiterbezirk Meidling entstand 1932 in einer ehemaligen leerstehenden Lederfabrik eine Notkirche.  Architekt Bruno Buchwieser senior baute einen schlichten Campanile dazu, auf dem nachts ein großes Kreuz leuchtete. Die Bevölkerung nannte die Kirche Zweigroschenkirche, da sie zum Großteil aus Spendengeldern von Lesern des Zweigroschenblattes finanziert wurde. Der Kirchenraum fasste an die 700 Personen und wurde aus der ehemaligen Werkhalle der Fabrik gebildet. Die Innenausstattung stammte vorwiegend von Vorarlberger Künstlern, da die Kirche selbst vom Vorarlberger Missionar Josef Gorbach begründet worden war. Ein großes Kruzifix aus Holz schuf der Tiroler Peter Sellemond.
Im Zweiten Weltkrieg wurde die Kirche in den Jahren 1944 und 1945 durch Bombentreffer zerstört. Die Pfarrgemeinde hielt ihre Gottesdienste zwischenzeitlich in einem Theatersaal ab. 1950 wurde die nunmehrige neue Kirche nach Plänen von Josef Vytiska erbaut. Es handelt sich um einen Ziegelbau, der für ungefähr 1000 Personen Platz bietet.
Ein vor der Kirche am Schedifkaplatz gelegener Teil der ehemaligen Fabrik wurde nach Plänen Vytiskas abgerissen und 1973 durch ein Pfarr- und Wohnhaus ersetzt, in dem sich auch ein Kindergarten befindet.

## Ausstattung
Das Holzkruzifix von Peter Sellemond aus der alten Kirche hat die Zerstörungen des Krieges überstanden und wird in der jetzigen Kirche mit modernen Adaptionen (Paradieskreuz) weiterhin verwendet. Ebenfalls erhalten hat sich eine Marienstatue desselben Künstlers. Das große Deckenbild mit christlichen Symbolen stammt von Karl Jamöck, die Glasfenster mit Christusmonogrammen schuf Oswin Amann. Ein Rundfenster von Albert Paris Gütersloh, das die Kardinaltugenden darstellt, befand sich ursprünglich an der Außenseite der Kirche, seit 1985 ist es an der Decke der Fatimakapelle angebracht. 2005 wurde das Kruzifix von Sellemond mit einem Kreuz aus Fusingglas von Heinz Ebner unterlegt, welcher auch den Tabernakel gestaltete.